# Tennistoernooi van Adelaide 1 2023
|                                          |  |                                      |
| Aryna Sabalenka, winnares bij de vrouwen |  | Novak Đoković, winnaar bij de mannen |

Het eerste tennistoernooi van Adelaide van 2023 werd van zondag 1 tot en met zondag 8 januari 2023 gespeeld op de hardcourtbuitenbanen van het Memorial Drive Park in de Australische stad Adelaide. De officiële naam van het toernooi was Adelaide International 1.
Het toernooi bestond uit twee delen:
- WTA-toernooi van Adelaide 1 2023, het toernooi voor de vrouwen
- ATP-toernooi van Adelaide 1 2023, het toernooi voor de mannen

## Toernooikalender
| Adelaide          | januari 2023 | januari 2023 | januari 2023 | januari 2023 | januari 2023 | januari 2023 | januari 2023 | januari 2023 |
| Adelaide          | zon 1        | maa 2        | din 3        | woe 4        | don 5        | vrĳ 6        | zat 7        | zon 8        |
| ----------------- | ------------ | ------------ | ------------ | ------------ | ------------ | ------------ | ------------ | ------------ |
| vrouwenenkelspel  | 1e ronde     | 1e ronde     | 1e ronde     | 2e ronde     | 2e ronde     | kwartfinale  | halve finale | finale       |
| vrouwendubbelspel | 1e ronde     | 1e ronde     | 2e ronde     | 2e ronde     | kwartfinale  | halve finale | finale       |              |
| mannenenkelspel   | 1e ronde     | 1e ronde     | 1e ronde     | 2e ronde     | 2e ronde     | kwartfinale  | halve finale | finale       |
| mannendubbelspel  |              | 1e ronde     | 1e ronde     | 2e ronde     | 2e ronde     | kwartfinale  | halve finale | finale       |

ATP-toernooi van Adelaide – WTA-toernooi van Adelaide

2020 · 2021 · 2022-1 · 2022-2 · 2023-1 · 2023-2 · 2024 · 2025